# هرمان كاستنر
هرمان كاستنر (و. 1886 – 1957 م) هو قانوني، وسياسي، ومحامي من ألمانيا الشرقية، ولد في برلين، توفي في ميونخ، عن عمر يناهز 71 عاماً.

## مناصب
تولى منصب عضو في مجلس الشعب ‏ (1949–1950)
.

## التعليم
تعلم في جامعة هومبولت في برلين
.

## روابط خارجية
- هرمان كاستنر على موقع مونزينجر (الألمانية)